# Yosef Levi-Sfari
Yosef Levi-Sfari (en hebreo: יוסי לוי-ספרי, Rejovot, 8 de agosto de 1972) es un diplomático israelí.

## Biografía
Estudió derecho en la Universidad Hebrea de Jerusalén con un máster en investigación, gestión y resolución de conflictos en 2016 en la misma universidad.
Fue cónsul y embajador interino en la Embajada de Israel en Uruguay de Montevideo (2007-2010) y estuvo a cargo de la Embajada de Israel en Turquía en Ankara (2011-2014). Desde octubre de 2017 hasta mayo de 2018 se desempeñó como Cónsul General de Israel en Estambul. A partir del 13 de octubre de 2023 es embajador de Israel en Bulgaria.